# Cupido contrabandista
Cupido contrabandista es una película española de comedia estrenada en 1962, coescrita y dirigida por Esteban Madruga y protagonizada en los papeles principales por Antonio Ozores y María Mahor.

## Sinopsis
Juan es un hombre tímido y bonachón que vive en Ceuta y todo lo hace por correspondencia, desde sacarse una carrera o aprender artes marciales hasta echarse novia. Llevado por su afición ha conocido por carta a una chica que vive en Madrid y emprende viaje a la capital para la primera cita. En el barco que cruza el estrecho, Juan se convierte en el objetivo de tres compañeros de travesía: de una parte, María, vecina suya en Ceuta que se dirige a la capital a estudiar canto, se ha fijado en él y a pesar de que sus primeros encuentros terminaron con Juan atropellado por la moto que ella conducía, va a intentar conquistarlo. Más peligro corre Juan con el paquete que dos contrabandistas le han puesto en su gabardina para que lo pase por la aduana de Algeciras, consistente en unos diamantes robados en Tánger.

## Reparto
- Antonio Ozores como Juan Escalada
- María Mahor como María
- Tomás Blanco como Jefe de la banda
- José Manuel Martín como Walter
- Santiago Rivero como Comisario Aranda
- Mara Laso como Rubia
- Francisco Pierrá
- José Sepúlveda como Vilar
- José Isbert como Recién casado
- Julia Caba Alba como Recién casada
- Manuel Zarzo como Manolo
- Rufino Inglés
- Antonio Molino Rojo
- Carmen Rodríguez
- José Riesgo
- Lorenzo Robledo
- José Villasante como Ladrón en el tren
- Juan Cazalilla